# Gelastocera
Gelastocera is een geslacht van vlinders van de familie visstaartjes (Nolidae), uit de onderfamilie Chloephorinae.

## Soorten
- G. castanea Moore, 1879
- G. discalis Draudt, 1950
- G. exusta Butler, 1877
- G. fuscibasis Draudt, 1950
- G. insignata Wileman, 1911
- G. kotshubeji Obraztsov, 1943
- G. ochroleucana Staudinger, 1887
- G. sutshana Obraztsov, 1950
- G. viridimacula Warren, 1916